# Filippo Bellini
Pour les articles homonymes, voir Bellini.
Filippo Bellini (né à Urbino v. 1550/1555  et mort à Macerata en 1604) est un peintre italien.

## Biographie
Filippo Bellini est un peintre relativement méconnu hors de la région des Marches italiennes, mais d’un mérite pourtant singulier.  

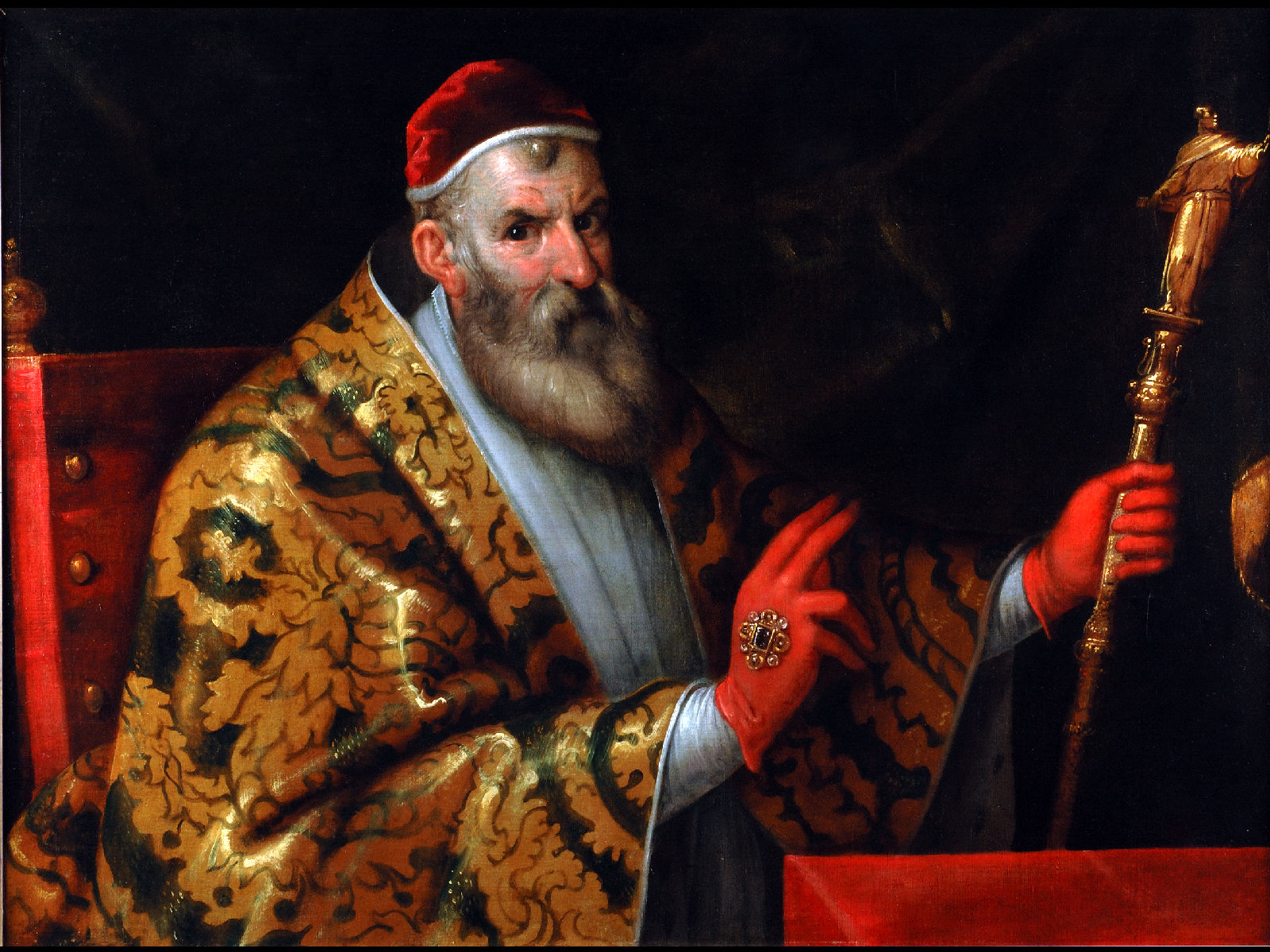
Portrait de Sixte Quint par Filippo Bellini, huile sur toile, Pau, Musée national du château.

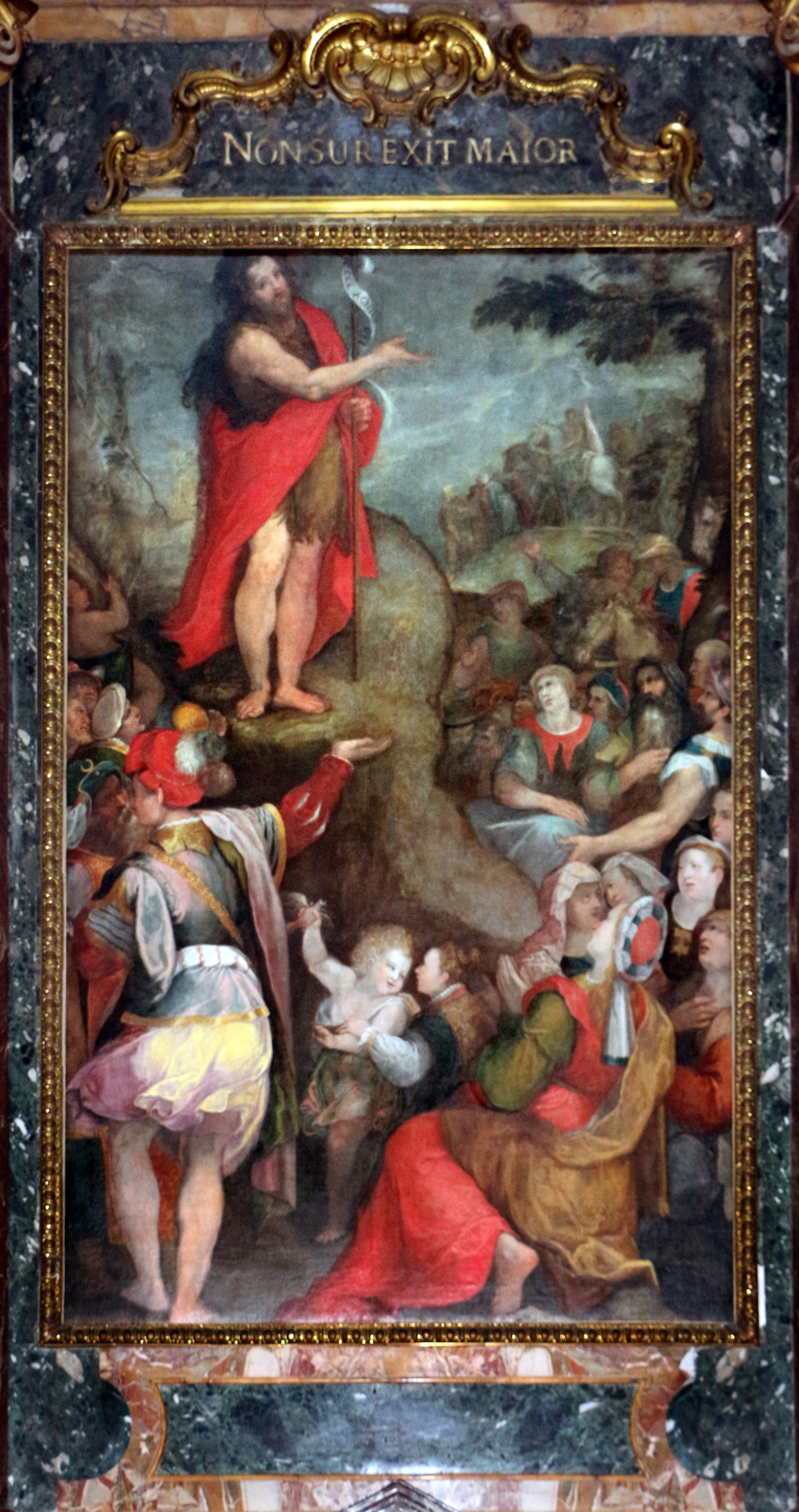
Prédication de saint Jean Baptiste, env.1590

S’il n’existe pas de peintures de sa main dans sa ville natale d’Urbino, il a essaimé un certain nombre de peintures à l’huile et de fresques dans de nombreuses villes de sa région ainsi que de celle de Romagne. 
Dans l’histoire de l'art il est généralement classé comme un étant un imitateur de Federico Barocci ou, au mieux comme un de ses successeurs, et ce, probablement pour la raison qu’ils sont tous deux originaires de la Cité d'Urbino à une époque où la ville a perdu de son rayonnement renaissant personnel et qu’ils cherchent à se défaire du poids d’un âge d’or désormais derrière eux.  
Pourtant le style de Filippo Bellini diffère beaucoup de celui de Federico Barocci. En effet, la peinture de Filippo Bellini se caractérise selon l’archéologue et historien de l'art Luigi Lanzi par un style vif et vigoureux, par de puissantes associations de couleur et par une remarquable grandeur de composition.  
La lumière et la délicatesse du touché n’est pas non plus sans évoquer un autre peintre qui a beaucoup œuvré dans cette même province d’Ancône, à savoir Lorenzo Lotto. 
Ses peintures principales sont situées dans des églises et des musées des provinces d'Ancône et de Macerata dont la sainte Maison de Lorette, ainsi que les fresques de La Chapelle des conventuels dans l’église San Francesco de la ville de Montalboddo (Ville actuelle d’Ostra à hauteur de Senigallia).  
Son portrait du pape Sixte V est probablement son portrait le plus connu. Il fut exécuté vers 1590 comme l'Immaculée Conception et les Saints du Palais Apostolique de Lorette documentée en 1592.  
Ce portrait constitue un des portraits les plus marquants du pape constructeur Sixte Quint tant par le caractère anti-conventionnel de la composition, que par la remarquable intensité psychologique qui s'en dégage. 
Si son œuvre entière peut être parfois regardée avec admiration par des étrangers spécialistes et cultivés, il reste étrange qu’un tel peintre dont la vie et les œuvres soient aussi dignes de mémoire, n’aient pas pu trouver sa place dans l’histoire de l’art.

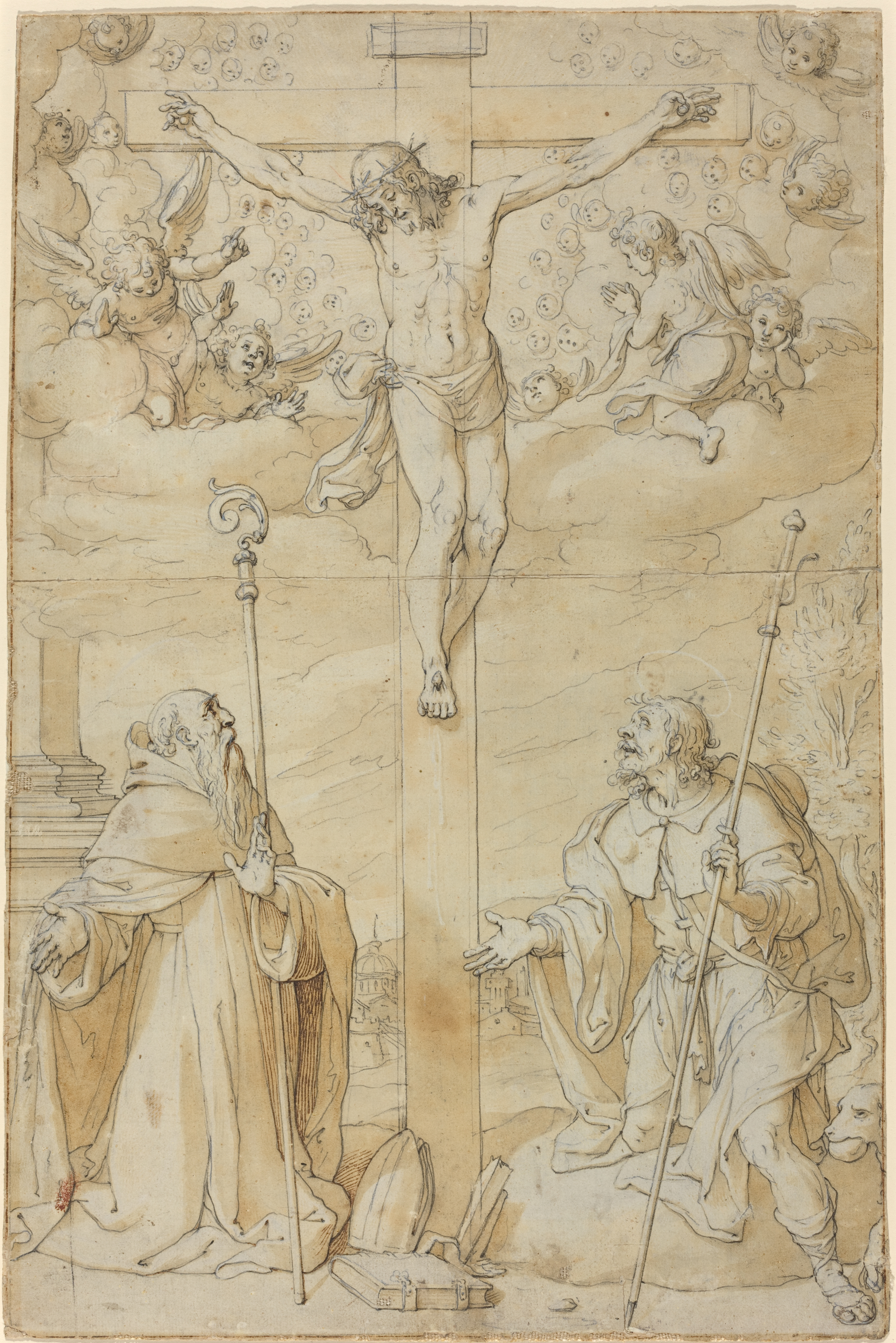
Crucifixion avec Saint Roch et saint Augustin
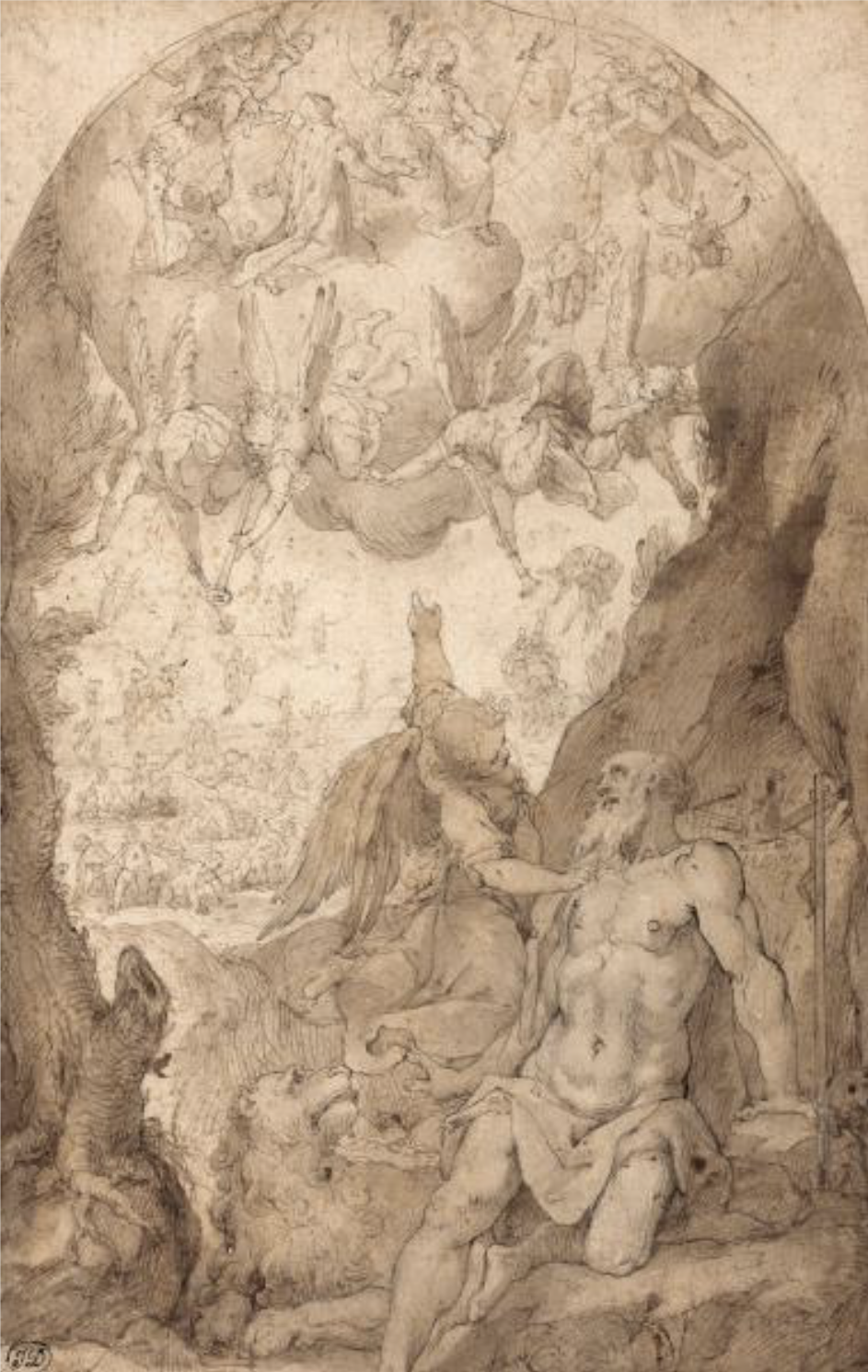
Ange montrant le Christ en Gloire à saint Jérôme

## Liens
- Peintres nés dans les Marches